# Laomedea exigua
Laomedea exigua is een hydroïdpoliep uit de familie Campanulariidae. De poliep komt uit het geslacht Laomedea. Laomedea exigua werd in 1857 voor het eerst wetenschappelijk beschreven door M. Sars. 